# Maxwell-Boltzmann-verdeling

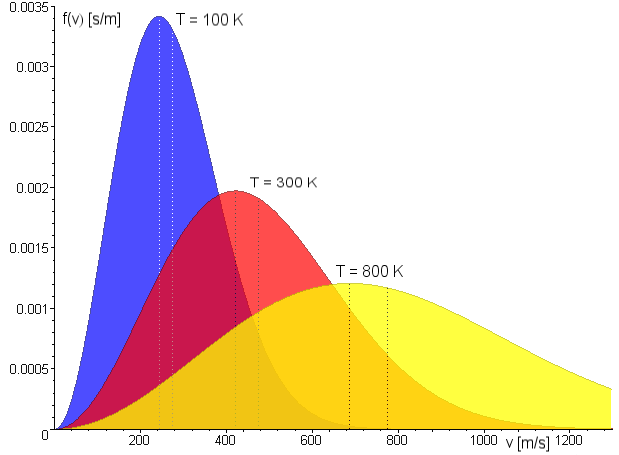
De maxwell-boltzmannverdeling voor stikstof (N_{2}) bij drie verschillende temperaturen.

De maxwell-boltzmannverdeling of snelheidsverdelingswet van Maxwell-Boltzmann geeft de verdeling van de snelheden van gasmoleculen in een ideaal gas weer, wanneer de moleculen als puntvormig kunnen worden opgevat en zij volkomen elastisch botsen, zodat impuls en energie behouden blijven. Er vinden tevens geen simultane botsingen plaats van 3 of meer moleculen. De maxwell-boltzmannverdeling vervult een centrale rol in toepassingen van de kinetische gastheorie.
De dichtheid {\displaystyle f(v)} van de snelheidsverdeling van de deeltjes wordt gegeven door:
{\displaystyle f(v)=4\pi \left({\frac {m}{2\pi kT}}\right)^{\frac {3}{2}}v^{2}e^{-{\frac {mv^{2}}{2kT}}}}
Daarin is
- {\displaystyle m} de massa van een deeltje van het gas (in SI-eenheden in kg)
- {\displaystyle k} de boltzmannconstante (in SI-eenheden geldt {\displaystyle k\approx 1{,}38\times 10^{-23}} J K−1)
- {\displaystyle v} de snelheid van een deeltje (in SI-eenheden in m s−1)
- {\displaystyle T} de absolute temperatuur van het gas (in SI-eenheden in K)

De verdeling is genoemd naar James Clerk Maxwell, die haar als eerste in 1866 afleidde, en Ludwig Boltzmann, die het bewijs verscherpt heeft. De verdeling is een bijzonder geval van de algemene boltzmannverdeling.

## Afleiding
In de stationaire toestand zijn de gasdeeltjes gelijkmatig verdeeld over het volume. De energie van een deeltje is zijn kinetische energie en omdat de totale energie {\displaystyle E} van het gas vastligt, is de snelheid van een deeltje begrensd. Alle mogelijke snelheden worden opgedeeld in een eindig aantal ({\displaystyle m}) klassen, waarbinnen de snelheid weinig varieert.

### Voorwaarden
Elk van de {\displaystyle N} deeltjes valt wat zijn snelheid betreft binnen een van de {\displaystyle m} klassen. De aantallen in de klassen zijn {\displaystyle n_{1},n_{2},\ldots ,n_{m}}. Er geldt dus:
{\displaystyle \sum {n_{i}}=N}
Ook moet het totaal van de energie van de deeltjes gelijk zijn aan de totale energie {\displaystyle E} van het gas, dus:
{\displaystyle \sum {n_{i}E_{i}}=E}

### Waarschijnlijkheidsdichtheden van realisaties
De verdeling van de deeltjes over de snelheidsklassen kan op meer manieren gerealiseerd worden. Zijn alle deeltjes in één klasse dan is er maar één manier, maar zijn ze op een na alle in één klasse dan zijn er al {\displaystyle N} mogelijke realisaties. Algemeen is het aantal realisaties bij de verdeling van {\displaystyle n_{1},n_{2},\ldots ,n_{m}} deeltjes over de {\displaystyle m} klassen:
{\displaystyle A={\frac {N!}{n_{1}!n_{2}!\ldots n_{m}!}}}
Hoe meer realisaties een verdeling heeft, hoe waarschijnlijker het is dat het gas zich in een realisatie van die verdeling bevindt, uitgaande van het belangrijkste postulaat van de statistische mechanica, namelijk dat alle microtoestanden a priori gelijke waarschijnlijkheden hebben. De meest waarschijnlijke verdeling is dus de verdeling met het grootste aantal realisaties, zij het dat aan de genoemde voorwaarden moet zijn voldaan.

### Optimalisatie
Onder deze voorwaarden wordt de verdeling bepaald waarvoor het aantal realisaties {\displaystyle A} maximaal is. Om gemakkelijker te rekenen neemt men, in plaats van het aantal realisaties {\displaystyle A} zelf, de logaritme daarvan. Dit is toegestaan omdat de logaritme monotoon stijgend is. Met de multiplicatorenmethode van Lagrange wordt de vergelijking:
{\displaystyle {\frac {\partial \log A}{\partial n_{k}}}+{\frac {\partial }{\partial n_{k}}}\left(a\sum {n_{i}}+b\sum {n_{i}E_{i}}\right)=0}
waarin {\displaystyle a} en {\displaystyle b} de multiplicatoren zijn.
Uitwerken levert:
{\displaystyle {\frac {\partial \log(n_{k}!)}{\partial n_{k}}}+a+bE_{k}=0}
Met behulp van de formule van Stirling krijgt men de benadering:
{\displaystyle \log n!\approx n\log n-n},
zodat voor de vergelijking resulteert:
{\displaystyle \log n_{k}+a+bE_{k}=0},
met als oplossing:
{\displaystyle n_{k}=e^{-a-bE_{k}}=Be^{-bE_{k}}}
Aangezien de energie in een klasse alleen de kinetische energie van een deeltje in die klasse is, geldt:
{\displaystyle E_{k}={\tfrac {1}{2}}mv_{k}^{2}}
De snelheidsverdeling heeft dus de dichtheid:
{\displaystyle n({\vec {v}})=Be^{-{\frac {1}{2}}bmv^{2}}}
Deze is alleen afhankelijk van de grootte van de snelheid.

### Toestandsdichtheid
Voor de toestandsdichtheid als functie van de snelheid geldt in drie dimensies:
{\displaystyle D_{3}(v)=4\pi v^{2}}
De uitdrukkingen voor de hypothetische toestandsdichtheid in 2 dimensies en 1 dimensie zijn (voor de volledigheid):
{\displaystyle D_{2}(v)=2\pi v}
{\displaystyle D_{1}(v)=1}
De kanssdichtheid in {\displaystyle n} dimensies wordt gegeven door:
{\displaystyle f(v)=D_{n}(v)Be^{-{\frac {1}{2}}bmv^{2}}}

### Kansdichtheid
Omdat de integraal van de kansdichtheid in drie dimensies gelijk moet zijn aan 1, volgt voor de constante {\displaystyle B:}
{\displaystyle 1=\int f(v)\,\mathrm {d} v=4\pi B\int _{0}^{\infty }v^{2}e^{-{\tfrac {1}{2}}bmv^{2}}\,\mathrm {d} v=4\pi B{\frac {1}{(bm)^{\frac {3}{2}}}}\int _{0}^{\infty }z^{2}e^{-{\frac {1}{2}}z^{2}}\,\mathrm {d} z=4\pi B{\frac {\sqrt {\frac {\pi }{2}}}{(bm)^{\frac {3}{2}}}}}
De dichtheid wordt dus:
{\displaystyle f(v)={\sqrt {\frac {2}{\pi }}}(bm)^{\frac {3}{2}}v^{2}e^{-{\frac {1}{2}}bmv^{2}}}
Voor een ideaal gas geldt voor de verwachte kinetische energie van een deeltje:
{\displaystyle \left\langle {\tfrac {1}{2}}mv^{2}\right\rangle ={\tfrac {3}{2}}kT},
dus
{\displaystyle {\tfrac {3}{2}}kT={\tfrac {1}{2}}m\int _{0}^{\infty }v^{2}f(v)\,\mathrm {d} v={\tfrac {1}{2}}m\int _{0}^{\infty }{\sqrt {\frac {2}{\pi }}}(bm)^{\frac {3}{2}}v^{4}e^{-{\frac {1}{2}}bmv^{2}}\,\mathrm {d} v={\frac {1}{2b}}{\sqrt {\frac {2}{\pi }}}\int _{0}^{\infty }z^{4}e^{-{\frac {1}{2}}z^{2}}\,\mathrm {d} z={\frac {3}{b}}}
Dus is:
{\displaystyle b={\frac {2}{kT}}}
en de kanssdichtheid in drie dimensies:
{\displaystyle f(v)=4\pi \left({\frac {m}{2\pi kT}}\right)^{\frac {3}{2}}v^{2}e^{-{\frac {mv^{2}}{2kT}}}}

## Compacte representatie

Kansdichtheid van de maxwell-boltzmannverdeling

Verdelingsfunctie van de maxwell-boltzmannverdeling

De kanssdichtheid van de maxwell-boltzmannverdeling wordt in een compacte representatie gegeven door:
{\displaystyle f(v)={\sqrt {\frac {2}{\pi }}}{\frac {v^{2}e^{-v^{2}/\left(2a^{2}\right)}}{a^{3}}}}
met:
{\displaystyle a={\sqrt {\frac {kT}{m}}}}
De verdelingsfunctie is:
{\displaystyle F(v)=\operatorname {erf} \left({\frac {v}{{\sqrt {2}}a}}\right)-{\sqrt {\frac {2}{\pi }}}{\frac {ve^{-v^{2}/\left(2a^{2}\right)}}{a}}}

## Verschillende snelheidsgemiddelden
De meest waarschijnlijke (modale) snelheid ligt bij het maximum van {\displaystyle f(v)} waarvoor geldt:
{\displaystyle {\frac {\rm {d}}{{\rm {d}}v}}f(v)=0}
en wordt gegeven door:
{\displaystyle v_{p}=a{\sqrt {2}}={\sqrt {\frac {2kT}{m}}}}

### RMS-snelheid
De kwadratisch gemiddelde (rms) snelheid is:
{\displaystyle v_{\text{rms}}={\sqrt {\overline {v^{2}}}}={\sqrt {\int _{0}^{\infty }v^{2}f(v)\,\mathrm {d} v}}}
en wordt gegeven door:
{\displaystyle v_{\text{rms}}=a{\sqrt {3}}=v_{p}{\sqrt {\tfrac {3}{2}}}={\sqrt {\frac {3kT}{m}}}}

### Gemiddelde snelheid
De gemiddelde snelheid is:
{\displaystyle v_{\text{av}}={\overline {v}}=\int _{0}^{\infty }vf(v)\,\mathrm {d} v}
en wordt gegeven door:
{\displaystyle v_{\text{av}}=2a{\sqrt {\frac {2}{\pi }}}=2{\frac {v_{p}}{\sqrt {\pi }}}={\sqrt {\frac {8kT}{\pi m}}}}

### Verhoudingen
De drie waarden verhouden zich onderling bij benadering als:
{\displaystyle v_{rms}:v_{\text{av}}:v_{p}\approx 1{,}00:0{,}92:0{,}82}
De gemiddelde snelheid ligt ongeveer midden tussen de rms-snelheid en de meest waarschijnlijke snelheid in.